# Heckler & Koch HK33
O Heckler & Koch HK33 é um fuzil de assalto, calibre 5,56. Foi desenvolvido na década de 1960 pelo fabricante alemão ocidental de armamento Heckler & Koch (HK), principalmente para exportação.
Baseado no sucesso do projeto G3, a empresa desenvolveu uma família de armas pequenas (todos utilizando o princípio de funcionamento G3 e design conceito básico) composto por quatro tipos de armas de fogo: nos calibres: 7,62x51mm NATO (utilizado pelo Exército Brasileiro em seus fuzis FAL), 7,62x39mm M43, 5,56x45mm e 9x19mm pistola Parabellum.
No Brasil, o fuzil HK33 é usado apenas pela infantaria da Força Aérea Brasileira (como dito anteriormente, o modelo padrão de fuzil 7,62x51mm do Exército Brasileiro é o FAL).

## Histórico
O HK-33 foi desenvolvido pela empresa alemã Heckler & Koch em meados de 1960 como uma versão do G3 com um novo cartucho o 5,56x45mm, no entanto esse cartucho não foi aprovado pelos militares da Alemanha ocidental e ele se difundiu na Alemanha com o uso policial e forças de segurança, alem de ser amplamente exportado para varias partes do mundo sendo usado pelas forças armadas da Malásia, Chile e Tailândia e também é utilizado amplamente pela Infantaria da Força Aérea Brasileira. Desde 1999 o HK-33 é também fabricado sob licença na Turquia e continua a ser fabricado pela H&K, ele também serviu de base para outros projetos, como o fuzil de assalto G-41 e a uma versão compacta HK53.

## Variantes
HK33A2
Variante com uma coronha rígida sintética .
HK33SG/1
Um modelo accurized; equipado com uma mira telescópica e melhorado gatilho análogo ao usado no G3SG/1.
HK33A3
Rifle padrão, mas com coronha de metal retrátil.
HK33KA3
Versão carabina com cano reduzido ; também equipado com uma coronha de metal retrátil. Devido ao cano curto, o HK33KA3 não pode usar um lança granadas ou baioneta.
HK53
O HK-53 é uma versão ultra compacta do HK-33, ela se enquadra na categoria do AKS-74U ou o Colt commando, todas elas podem ser classificadas como compactas ou versões comando, o HK-53 foi desenvolvido em meados de 1970 e ainda é produzido e oferecido para exportado.
- Peso: 3.0 kg (Descarregado)
- comprimento total: 780 mm 590 mm com coronha recolhida
- comprimento do cano: 211 mm

HK13
Metralhadora leve. É alimentado a partir de qualquer caixa ou carregador de tambor (este último tem uma capacidade de 100 balas), tem um cano de mudança rápida pesado para o fogo sustentado, envolta com um protetor de calor de chapa de metal (que substitui o antebraço sintético) e um adaptador de bipé de 2 ponto .
Type 11
Derivado da HK33 e fabricados na Tailândia pelo Ministério da Defesa Nacional para o uso pelas forças armadas tailandesas. Uma variante bullpup também existe com mira da M16 e empunhadura vertical para combate próximo em ambientes de selva.

### Variantes desportivos
Heckler & Koch também fabricou uma única variante semiautomática do HK33A2 para o mercado de tiro civil designado o HK93A2. Também disponível em uma versão coronha retrátil com a designação HK93A3.
C-93
Versão civil desportiva semiautomática produzida pela Century International Arms, Inc. Ela vem com um cano de 18,9 ou 16,25 polegadas (413 mm) com torção de proporção de 1:9 . A alça de transporte e pente de 40 balas são padrão.

## Ficha técnica
O HK-33 funciona com o sistema recuo direto simples retardado ou comumente conhecido como “Delayed  Blowback”, ele utiliza dois roletes para atrasar a abertura da culatra, a caixa da culatra é feita em aço estampado, ele está disponível tanto com coronha fixa de polímero(HK-33A2), ou coronha metálica retrátil. A versão carabina que possui cano menor também possuem coronha fixa ou retrátil denominadas, respectivamente, HK-33KA2 e HK-33KA3.
Os HK-33 e suas variantes podem ou não ter a rajada de 3 tiros, ele ainda possui uma espécie de garra para montar miras ópticas. Todos, com exceção do HK-53 podem ser equipados com baioneta e lançador de granadas de 40mm, mas este tem uma vantagem de usar um quebra-chama que diminui o clarão do disparo.
Tanto o HK-33, quanto o HK-53 podem usar carregadores de 25, 30 e 40 munições, no entanto a Heckler & Koch parou de fabricá-los a algum tempo.

## Utilizadores
- Alemanha: variante HK53.[1]

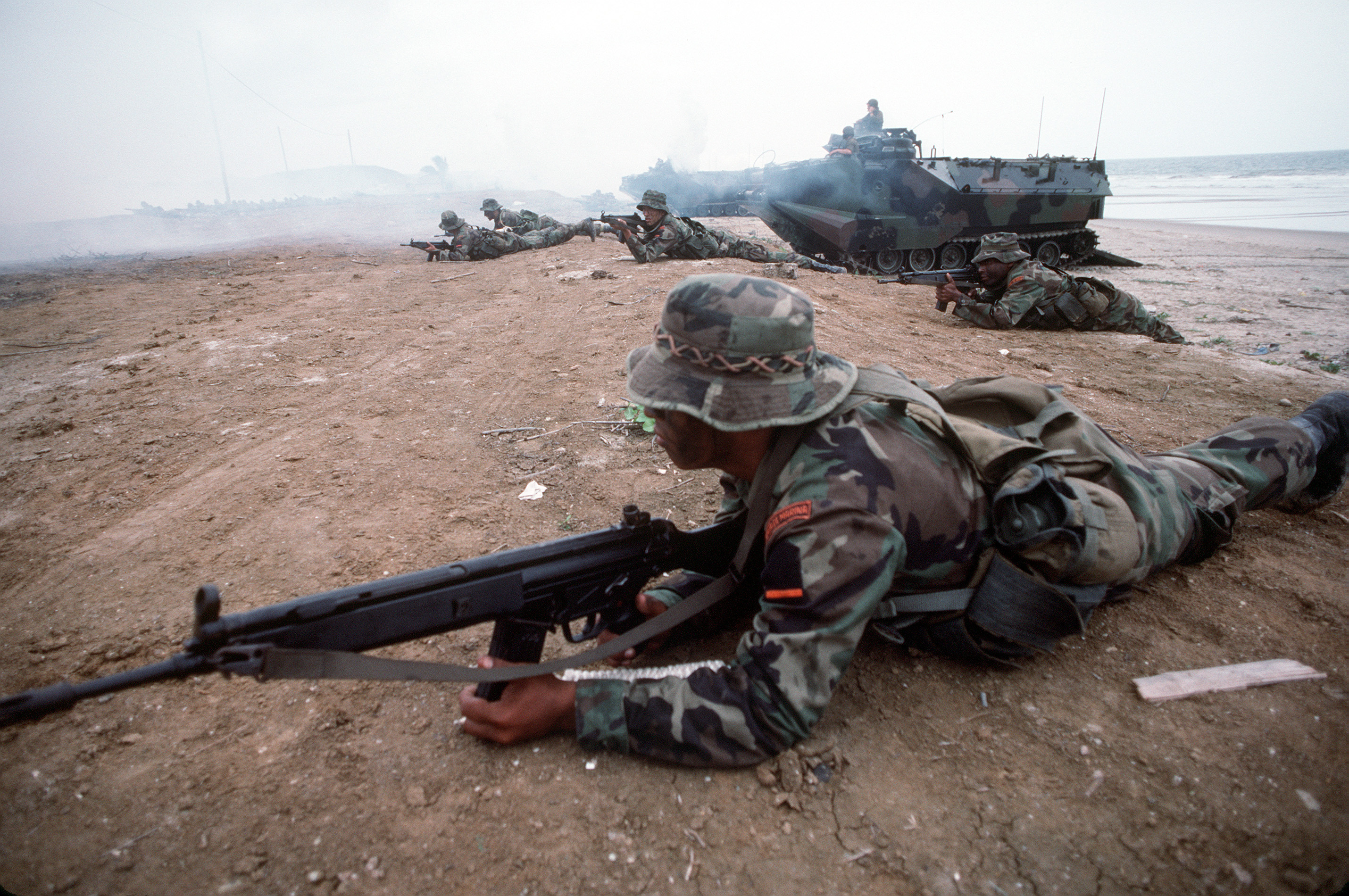
Um fuzileiro naval do Equador armado com um fuzil HK33E.

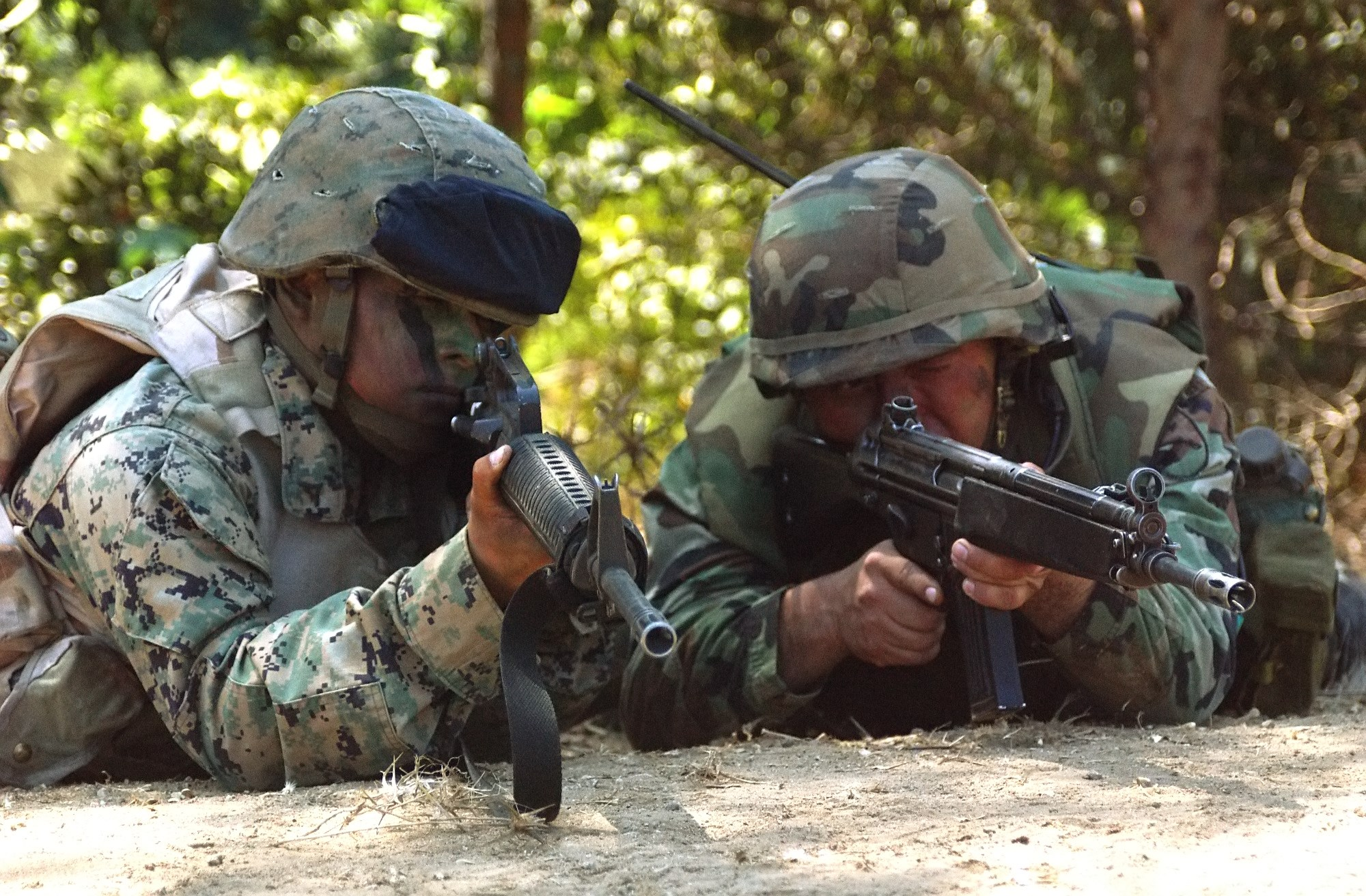
Um Fuzileiro Naval chileno (à direita) armado com um HK33A2 durante um treinamento ao lado de Fuzileiros Navais do E.U.A.

- Alemanha Ocidental: a variante HK33 foi amplamente utilizado pela polícia e unidades de segurança.[2]
- Arábia Saudita: variante HK33E.[1]
- Argentina: HK33.[carece de fontes?]
- Brasil: variante HK33E.[1]
- Chile: variante HK33 .[1] Sendo substituído pelo FN SCAR-L/H[3]
- Equador: variante HK33.[1]
- El Salvador: variante HK33.[1]
- Espanha: GEO unidade do Corpo Nacional de Polícia.[4]
- Estados Unidos: variante HK53 é usada pela US Border Patrol.[5]
- Filipinas[6]
- Gana: variante HK33.[1]
- Grécia: variante HK33E.[1]
- Guatemala: variante HK33.[1]
- Indonésia: variante HK53 é usada pelo Komando Pasukan Katak (Kopaska) grupo mergulhador tático e Komando Pasukan Khusus (Kopassus) grupo das forças especiais.[7]
- Irã: variate HK53.[1]
- Irlanda: variante HK33E; Army Ranger Wing, Garda Emergency Response Unit[1][8]
- Luxemburgo: a variante HK53 é usada pela Unité Spéciale de la Police uma unidade de intervenção do Grand Ducal Police.[9]
- Malásia: variante HK33E.[1]
- México: variante HK33E.[10]
- Myanmar: variante HK33E.[1]
- Países Baixos: variante HK33.[1]
- Portugal: variante HK33E.[1]
- Reino Unido: variante HK53 é usada pela unidade de armas de fogo da Cumbria Constabulary.[11]
- Senegal: variante HK53.[1]
- Tailândia: variante HK33.[1]  Feito sob licença como fuzil Type 11.
- Turquia: variante HK33E produzida sob licença pela MKEK.[12]